# Franz Graf (Politiker, 1961)
Franz Graf (* 14. August 1961 in Linz) ist ein österreichischer Politiker (FPÖ) und seit 2015 Abgeordneter zum Oberösterreichischen Landtag.

## Leben
Franz Graf besuchte von 1967 bis 1971 die Volksschule Achleiten und von 1971 bis 1975 die Hauptschule Bad Hall. Danach besuchte er von 1975 bis 1980 die HBLA St. Florian und ist seit 1988 als selbständiger Landwirt tätig. Außerdem ist er seit 2000 Vorstandsmitglied der Saatbau Linz. Seit Oktober 2015 ist er Abgeordneter im Oberösterreichischen Landtag.
Graf ist Mitglied der Schülerverbindung Fachstudentisches Corps Normannia Brünn zu St. Florian im ÖPR.

## Auszeichnungen
- Berufstitel Ökonomierat